# Осакская кампания
Осакская кампания (яп. 大阪の陣,おおさかのじん, МФА: [o ː saka no d͡ʑiɴ]) — война в Японии в 1614—1615 годах между сёгунатом Эдо во главе с Токугава Иэясу и самурайским родом Тоётоми во главе с Тоётоми Хидэёри. Велась за установление верховенства власти сёгуната над страной, вокруг Осакского замка, главной цитадели рода Тоётоми.
Проходила в два этапа, которые получили названия:
- Зимняя осакская кампания (яп. 大坂冬の陣,おおさかふゆのじん)
- Летняя осакская кампания (яп. 大坂夏の陣,おおさかなつのじん).

Первая кампания началась зимой 1614 года под предлогом инцидента в монастыре Хокодзи. Силы Токугавы окружили Осаку, но не могли взять цитадель. В результате обе стороны подписали мир, по которому внешние укрепления Осакского замка были разрушены. Однако Токугава почти сразу начал вторую кампанию под предлогом нарушения мира родом Тоётоми, который стал укреплять замковые рвы. Войска Токугавы снова окружили Осаку и расстреляли главную башню замка из пушек. Тоётоми Хидэёри и его мать госпожа Ёдо совершили самоубийство. Род Тоётоми был уничтожен. Сёгунат Эдо стал полновластным правительством Японии. После окончания кампании Токугава Иэясу приказал разрушить старый Осакский замок и на его месте построил новый.